# تاريخ نادي ليفربول (1959–85)

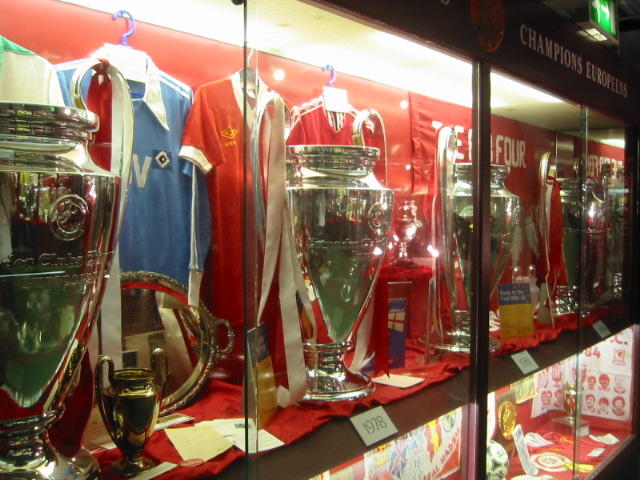

يغطي تاريخ نادي ليفربول لكرة القدم من 1959 إلى 1985 الفترة من تعيين بيل شانكلي مدير لنادي ليفربول الذي كان في الدرجة الثانية آنذاك، إلى كارثة ملعب هيسل وما تلاها.
هبط النادي للدرجة الثانية في موسم 1953-1954. بعد فترة وجيزة خسر ليفربول من نادي وورسستر سيتي الذي لا يلعب في دوري في كأس الاتحاد الإنجليزي، وعين بيل شانكلي مدرباً. عند وصوله سرح 24 لاعباً وحول غرفة تخزين أحذية في الأنفيلد إلى غرفة يجتمع فيها المدربون ويناقشون الإستراتيجية، هنا بدأ شانكلي بالاجتماع مع أعضاء «غرفة الأحذية» الآخرون جوي فاغان وروبن بينيت وبوب بيزلي في تشكيل الفريق.
صعد النادي للدرجة الأولى مرة أخرى عام 1962 وفاز بها في 1964، لأول مرة في 17 سنة. في 1965، فاز النادي بكأس الاتحاد الإنجليزي لأول مرة. في 1966، فاز النادي بالدرجة الأولى لكن خسر لصالح بروسيا دورتموند في نهائي كأس الاتحاد الأوروبي للأندية أبطال الكؤوس. ليفربول فاز بالدوري وكأس الاتحاد الأوربي في موسم 1972–73، وكأس الاتحاد الإنجليزي في الموسم التالي. بعد ذلك اعتزل شانكلي وحل محله مساعده بوب بيزلي. في 1976، موسم بينزي الثاني كمدرب، فاز ليفربول بثنائية الدوري وكأس الاتحاد الأوروبي مرة أخرى. وفي الموسم الذي يليه حافظ النادي على الدوري وفاز بكأس أوروبا لأول مرة، لكن خسر في نهائي كأس الاتحاد الإنجليزي 1977. ليفربول احتفظ بلقب كأس أوروبا في 1978 والدرجة الأولى في 1979. خلال موسم بيزلي التاسع كمدرب كان ليفربول قد فاز 21 بطولة، تشمل 3 كؤوس أوروبا، بطولة كأس اتحاد أوروبي، ستة بطولات دوري، وثلاث بطولات كأس الرابطة متتالية. البطولة المحلية الوحيدة التي لم يفز بها هي بطولة كأس الاتحاد الإنجليزي.
اعتزل بيزلي في 1983 وحل محله مساعده جو فاغان. ليفربول فاز بالدوري وكأس الرابطة وكأس أوروبا في موسم فاغان الأول، وأصبح أول نادي إنجليزي يفوز بثلاث بطولات في موسم واحد. ليفربول وصل لنهائي كأس أوروبا مرة أخرى في 1985، ضد يوفنتوس في ملعب هيسل. قبل بداية المباراة، جماهير ليفربول كسرت السياج الفاصل بين جماهير الناديين، واتهموا جماهير يوفنتوس. الوزن الناتج من الناس تسبب في انهيار الجدار، مما تسبب في مقتل 39 من الجماهير معظمهم إيطاليين. الحادثة باتت معروفة بـكارثة ملعب هيسل. المباراة لُعِبت بالرغم من احتجاجات كلا المدربين، ليفربول خسر بنتيجة 1-0. كنتيجة للحادثة، حُرمت الأندية الإنجليزية من المشاركة الأوروبية لخمس سنوات، حصل ليفربول على منع لعشر سنوات، لكن خُفف في ما بعد لستة سنوات. أربعة عشر من جماهير ليفربول تحصلوا على إدانات بالقتل غير المتعمد. فاغان أعلن اعتزاله قبيل الكارثة وعيّن كيني دالغليش كلاعب ومدرب. خلال هذه الفترة، الفريق فاز بثلاثة ألقاب دوري وكأسي اتحاد، منها ثنائية كأس الاتحاد وكأس الرابطة في موسم 1985–86.